# Virginie Ruffenach
Pour les articles homonymes, voir Ruffenach et Clarot.
Virginie Ruffenach, née le 19 septembre 1973 à Nouméa (Nouvelle-Calédonie), est une femme politique française de Nouvelle-Calédonie.
Elle préside depuis le 23 mai 2019, le groupe l’Avenir en Confiance, rebaptisé groupe Rassemblement en 2023, au congrès de la Nouvelle-Calédonie. 
Secrétaire générale du Rassemblement-Les Républicains de 2016 à 2021, elle devient ensuite vice-présidente chargée du projet politique du mouvement en 2021.

## Vie privée
Virginie Ruffenach née Clarot grandit à la Ouinée (sud de la Côte Est de la Nouvelle-Calédonie) où ses parents occupent les fonctions d’instituteur pour les exploitants miniers Montagnat, de 1971 à 1975. Après une enfance à Koutio sur la commune de Dumbéa, et une scolarité à Nouméa, elle quitte le territoire pour poursuivre ses études à Strasbourg. 
Elle obtient en 1996 une licence ès sciences et passe le Certificat d'aptitude au professorat de l'enseignement du second degré (CAPES) de physique-chimie. Elle sera ensuite titularisée dans cette discipline en 1997.
De retour en Nouvelle-Calédonie en février 1999, elle enseigne au collège Georges Baudoux puis au lycée Lapérouse de Nouméa. Elle devient chargée de mission d’inspection du Vice-rectorat de la Nouvelle-Calédonie, discipline physique-chimie (de 2005 à 2008 puis 2009 à 2013).
Elle est mariée à Stéphane Ruffenach, professeur de physique-chimie, et est mère de deux enfants Ludovic et Anthony.

## Engagement politique

### Elue municipale de Nouméa
En quatrième position sur la liste de Jean Lèques aux élections municipales de 2008, elle est élue conseillère municipale de la ville de Nouméa.

### Secrétaire générale puis vice-présidente du Rassemblement
Virginie Ruffenach adhère au Rassemblement en février 2007 (à la suite de l'épisode du gel du corps électoral pour les élections provinciales). Elle participe activement au sein du mouvement en travaillant sur le transfert de l’enseignement secondaire au sein du groupe technique de travail mis en place par l’État sur le sujet en 2008. Elle est nommée secrétaire générale adjointe du parti en 2013, secondant alors le nouveau secrétaire général Thierry Santa auprès du président Pierre Frogier.
Elle participe à de nombreux comités des signataires de l'Accord de Nouméa à partir de 2008. Le 6 septembre 2016, elle devient secrétaire générale du Rassemblement-LR sous la présidence de Pierre Frogier et la vice-présidence d’Éric Gay. Elle succède à Thierry Santa. Lorsque celui-ci devient président par intérim du parti le 5 décembre 2018, elle conserve son poste de secrétaire générale puis devient vice-présidente chargée du projet de société le 18 mai 2021. Elle conserve cette position à la suite de la démission de Thierry Santa pour être remplacé par Alcide Ponga le 8 décembre 2022.

### Présidente du groupe L'Avenir en Confiance puis Rassemblement
Lors des élections provinciales de 2019, elle est élue à l'Assemblée de la Province Sud et au Congrès de la Nouvelle-Calédonie. Elle est désignée présidente du groupe L'Avenir en Confiance du Congrès de la Nouvelle-Calédonie regroupant 18 élus (1/3 des membres). Elle est également questeur puis vice-présidente du bureau du Congrès et vice-présidente de la section Nouvelle-Calédonie de l'Assemblée Parlementaire de la Francophonie de Nouvelle-Calédonie, présidée par Roch Wamytan.

## Engagement associatif

### Thelxinoé
Depuis 2014, Virginie Ruffenach est membre de l'ensemble vocal Thelxinoé qui se produit, entre autres, au centre pénitentiaire du Camp Est.

### Association Symbiose
Virginie Ruffenach est présidente de l’Association « Symbiose» des enseignants de sciences de Nouvelle-Calédonie de 2005 à 2009. Elle participe à la création des 2 « vaisseaux des sciences de Nouvelle-Calédonie », outils de diffusion de la culture scientifique (2008 : vaisseau du nickel, 2012 : vaisseau de la biodiversité).

### Combat contre le gel du corps électoral
Elle est porte-parole de l’Union des Citoyens Calédoniens en 2006 et 2007 (collectif contre le gel du corps électoral). En février 2007, elle participe à l'organisation d’un débat public puis d’une marche contre le gel du corps électoral à Nouméa rassemblant 2000 personnes. 